# 헤슬레홀름

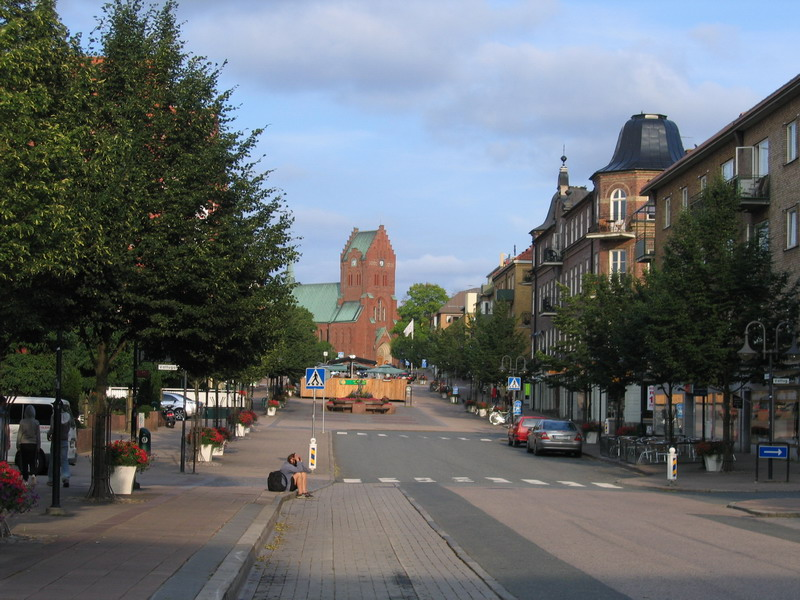

헤슬레홀름(Hässleholm)은 스웨덴 스코네주의 도시이다.